# Філіп Кліковач
Філіп Кліковач (7 лютого 1989) — чорногорський ватерполіст.
Учасник Олімпійських Ігор 2016 року.
Призер Чемпіонату світу з водних видів спорту 2013 року.